# Overstand
Overstrand is een studioalbum van Tim Bowness en Peter Chilvers. Het was te bestellen via het platenlabel Burning Shed van diezelfde artiesten. Later werd het officieel uitgegeven in de luxe uitgave van California, Norfolk in 2013. Het origineel werd uitgegeven in een kartonnen hoesje zonder enige opsmuk. In het binnenwerk bevindt zich een foto van Carl Glover. Opnamen vonden plaats in Ski Lodge te Cambridge en The Burning Shed, Norwich. 

## Musici
- Tim Bowness – zang, gitaar
- Peter Chilvers – toetsinstrumenten, basgitaar gitaar etc.
- Mike Bearpark – gitaar op Pear
- Jon Hart – marimba op Winter with you, Rocks on the green, vibrafoon op Rocks on the green
- Sam Sutton – fluit op Chant five

## Muziek
De muziek bestaat uit nieuwe opnamen van een aantal nummers van World of bright futures en California, Norfolk.

| Nr. | Titel                                                 | Duur  |
| --- | ----------------------------------------------------- | ----- |
| 1.  | Winter with you (Bowness, Chilvers)                   | 11:40 |
| 2.  | Post-its (Bowness, Chilvers)                          | 4:33  |
| 3.  | Sorry looking soldier (Bowness)                       | 6:24  |
| 4.  | Pear (Bowness, Chilvers)                              | 4:29  |
| 5.  | Days turn into years (Bowness, Chilvers)              | 8:33  |
| 6.  | Rocks on the green (Bowness, Chilvers)                | 5:04  |
| 7.  | Chant five (Bowness, Chilvers)                        | 2:44  |
| 8.  | World of bright futures (Bearpark, Bowness, Chilvers) | 5:26  |